# Anthracothorax dominicus
El mango antillano (Anthracothorax dominicus), también denominado mango dominicano, zumbador grande de Hispaniola o zumbador dorado de Hispaniola, es una especie de ave apodiforme de la familia Trochilidae, perteneciente al género Anthracothorax. Es endémico de La Española.

## Distribución y hábitat
Se distribuye por las islas de La Española y adyacentes Tortuga, Guanaba, de la Vaca y Beata, en la República Dominicana y Haití.
Esta especie es un residente común en sus hábitats naturales tanto húmedos como secos, que incluyen claros del bosque, jardines y crecimientos secundarios en áreas urbanas y suburbanas, plantaciones de café sombreadas, y laderas arbustivas áridas, desde el nivel del mar hasta los 2600 m de altitud, aunque más raro arriba de los 1500 m, y poco común en bosques de pino por arriba de los 1100 m. Aunque es más abundante en regiones semiáridas, también es común en bosques de hojas anchas arriba de los 300 m.

## Descripción
Mide entre 11,5 y 13,5 cm de longitud. El pico es largo y ligeramente curvado. Los machos son de coloración verde-dorado es la espalda mientras las hembras son verde claro con algunos tonos de verde azul. La cola de las hembras adultas muestran color rojo-marrón muy oscuro por la parte inferior y termina la cola con una bien diminuta mancha blanca; la cola de los machos es azul oscuro. Las hembras muestran vientre blanco-gris y los machos verde oscuro. 

## Sistemática

### Descripción original
La especie A. dominicus fue descrita por primera vez por el naturalista sueco Carlos Linneo en 1766 bajo el nombre científico Trochilus dominicus; su localidad tipo es: «Dominica (La Española)».

### Etimología
El nombre genérico masculino «Anthracothorax» se compone de las palabras del griego «anthrax» que significa ‘carbón’, y «thōrax» que significa ‘pecho’; y el nombre de la especie «dominicus», se refiere a la localidad tipo, Dominica o Santo Domingo.

### Taxonomía
La especie Anthracothorax aurulentus fue tradicionalmente tratada como una subespecie de la presente, pero las clasificaciones Aves del Mundo y Birdlife International la elevaran a especie plena con base en varias diferencias morfológicas. La separación fue validada por el Comité de Clasificación de Norte y Mesoamérica (N&MACC) en la Propuesta 2022-C-4 de 2022, y seguida por las principales clasificaciones. Es monotípica.